# 阿里郎國際放送

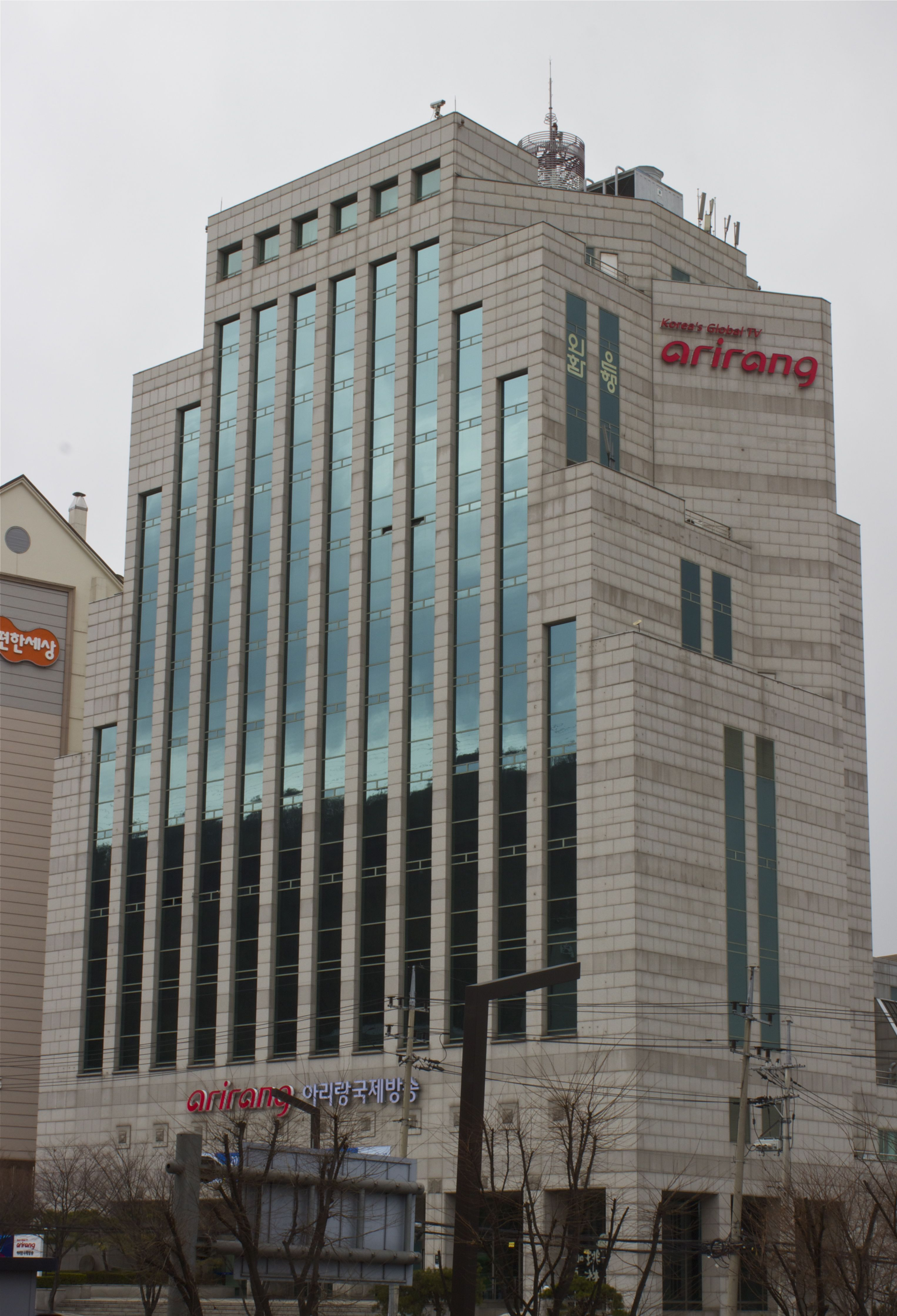
阿里郎国际广播總部

阿里郎国际广播（：／）是一家位于韩国首尔的英文国际电视台，由韩国国际放送交流财团经营，节目内容涵盖新闻、文化、纪录片、语言教学和娱乐节目，台名源自于朝鲜民歌阿里郎。

## 概况
阿里郎电视台覆盖范围超过188个国家和地区，作为韩国重要的英语频道，阿里郎电视台的任务是通过中立的新闻报道和多元化的观点向世界传达一个真实的韩国。对韩国了解不多的观众可以通过阿里郎电视台感受到韩国发展的脉搏。另外除了电视节目外，该台还拥有广播节目。部分電視節目提供多语言字幕。

## 历史
- 1999年10月4日 - 电视频道开播
- 2003年9月1日 - 广播电台频率开播
- 2005年12月1日 - 地面DMB开播
- 2013年1月8日 - 电视频道转为高清播出，标清播出仍继续。